# Případ Pelikán
Případ Pelikán (v anglickém originále The Pelican Brief) je americké filmové drama z roku 1993
režiséra Alana Pakuly s Julií Robertsovou a Denzelem Washingtonem
v hlavní roli natočené podle stejnojmenné knihy Johna Grishama.

## Děj
Děj snímku začíná dvěma záhadnými vraždami dvou soudců Nejvyššího soudu USA, s jedním z nich těsně před vraždou hovoří mladý novinář Gray Granthan (Denzel Washington) z renomovaného washingtonského listu, kterého případ zaujme a zahájí své pátrání po příčině těchto vražd. Telefonicky jej kontaktuje neznámý informátor, který tvrdí, že zná jak vraha tak i příčinu obou vražd. Na sjednanou schůzku sice přijde, ale nedojde na ní k jejich vzájemnému osobnímu kontaktu, Grayovi se však podaří informátora teleobjektivem zdálky vyfotografovat. Souběžně s tím mladou studentku práv Darby Shaw (Julia Roberts) tato událost také zaujme. Případ jí připomene jiný podobný právní případ. Začne na svou pěst pátrat v knihovně a v archivu Nejvyššího soudu USA. Na podkladě svých zjištění posléze vytvoří právní teorii, kterou v písemné formě vypracuje a předá svému učiteli z univerzity a milenci v jedné osobě (Sam Shepard). Ten tuto její písemnou zprávu prostřednictvím svého přítele právníka FBI odešle přímo řediteli FBI. Oba muži jsou však záhy také brutálně zavražděni, sama Darby unikne smrti pouze shodou náhod. Od té doby se skrývá a je na útěku, přičemž smrti unikne opět pouze shodou náhod a příznivých okolností, jejího vraha na poslední chvíli zastřelí neznámý ochránce (až na konci filmu se později dozvíme, že ji takto chránila jedna složka CIA). Darby se snaží tajně zkontaktovat s novinářem, což se jí nakonec povede a oba společně pak pátrají dále. Jdou po stopách velkého ekologického skandálu týkajícího se vzácného hnízdiště pelikánů severoamerických. Rozplétají společně složitý právní případ a na něj navazující a s ním související škaredou politickou aféru špinavého politického sponzoringu. Stopy je vedou přes bohatého podnikatele a ropného magnáta a přes jím najaté právní firmy a jím podplacené právníky až do Bílého domu do okolí úřadujícího prezidenta USA. Oba společně hledají onoho tajemného informátora a postupně zjistí, že se jedná o pracovníka jedné ze zainteresovaných právních firem, a že i on nedávno za záhadných okolností přišel násilným způsobem o život. Nejen se štěstím ale i prostřednictvím vlastní píle, důslednosti a důvtipu se jim za dramatických okolností, kdy jim opět neznámí útočníci usilují o život, podaří získat informátorovy osobní písemné materiály i videonahrávku s jeho výpovědí o celém případu. Politický a ekologický skandál s kriminálním pozadím může být tak zveřejněn a celý případ končí zatčením pachatelů a vyšetřováním vzájemně spolčených osob americkou FBI. Zveřejnění případu pak následně způsobí také to, že stávající prezident USA již znova na svoji funkci nekandiduje.

## Hrají
- Julia Roberts – Darby Shaw
- Denzel Washington – Gray Granthan
- Sam Shepard
- John Heard
- Tony Goldwyn
- William Atherton
- Stanley Tucci
- Hume Cronyn
- John Lithgow
- Anthony Heald
- Stanley Anderson
- Cynthia Nixonová
- Jake Weber
- Robert Culp
- Ed Johnson
- John Finn
- Helen Carey